# Česvinica
Česvinica falu Horvátországban, Dubrovnik-Neretva megyében. Közigazgatásilag Stonhoz tartozik.

## Fekvése
Dubrovnik városától légvonalban 41, közúton 57 km-re északnyugatra, községközpontjától légvonalban 2, közúton 3 km-re északnyugatra, a Pelješac-félsziget délkeleti részén fekszik.

## Története
Česvinica területe már az őskorban lakott volt. Ezt bizonyítják a falutól délnyugatra, a Porač-hegy oldalában 400 méter magasságban található Gudnja-barlang régészeti leletei. Ezek alapján a barlang már az i. e. 5700 körüli időben, az újkőkor első időszakában is lakott volt. Az itt élt első ismert nép az illírek voltak, akik magaslatokon épített erődített településeken éltek és kövekből rakott halomsírokba temetkeztek. Illír erődített település állt egykor a Humac nevű magaslaton és egy további őrhely maradványa is megfigyelhető a határában. Az illírek i. e. 30-ig uralták a térséget, amikor Octavianus hadai végső győzelmet arattak felettük. A Római Birodalom bukása után Dalmácia a gótok, majd a Bizánci Birodalom uralma alá került.
A horvátok ősei a 7. században érkeztek erre a vidékre. A 14. században a Pelješac-félsziget a Raguzai Köztársaság része lett, mely 1333-ban vásárolta meg Kotromanić István bosnyák bántól. Ezután egészen a  18. század végéig a Raguzai Köztársasághoz tartozott. 1806-ban a térség a Raguzai Köztársaságot legyőző franciák uralma alá került, de Napóleon bukása után 1815-ben a berlini kongresszus a Habsburgoknak ítélte. A településnek 1857-ben 230, 1910-ben 232 lakosa volt. 1918-ban az új szerb-horvát-szlovén állam, majd később Jugoszlávia része lett. A második világháború után lakosságának száma a kivándorlás miatt fokozatosan csökkent. 1991-től a független Horvátországhoz tartozik. 2011-ben 55 lakosa volt. A lakosság főleg mezőgazdasággal foglalkozott, kisebb részben a turizmusból élt.

## Népesség
| Lakosság változása | Lakosság változása | Lakosság változása | Lakosság változása | Lakosság változása | Lakosság változása | Lakosság változása | Lakosság változása | Lakosság változása | Lakosság változása | Lakosság változása | Lakosság változása | Lakosság változása | Lakosság változása | Lakosság változása | Lakosság változása |
| ------------------ | ------------------ | ------------------ | ------------------ | ------------------ | ------------------ | ------------------ | ------------------ | ------------------ | ------------------ | ------------------ | ------------------ | ------------------ | ------------------ | ------------------ | ------------------ |
| 1857               | 1869               | 1880               | 1890               | 1900               | 1910               | 1921               | 1931               | 1948               | 1953               | 1961               | 1971               | 1981               | 1991               | 2001               | 2011               |
| 230                | 222                | 209                | 215                | 223                | 232                | 219                | 237                | 260                | 225                | 183                | 137                | 108                | 87                 | 85                 | 55                 |

## Nevezetességei
- A Gudnja-barlang őskori régészeti lelőhely[4] a település délnyugati határában a Porač-hegy oldalában található. A barlang bejárata a tenger felé néz, ahonnan nagyszerű kilátás nyílik az Adria déli részére és előterére. A feltárások vezetője Vladimir Miloslavljević a zágrábi egyetem professzora volt. A leletek alapján a barlang lakóhelyként való használatának kezdete az i. e. 5700 körüli időszak volt. A leletek között kőből és csontból készített szerszámok, cseréptöredékek találhatók, melyek megerősítik az itt élő népesség vadászó-gyűjtögető hagyományait és az állattartás (juh és kecske) kezdeteit. A barlangot egy időre elhagyták, de az újkőkor közepén már újra lakták. Az újkőkor végén a hvari kultúra népe használta.
- A stonsko poljei Szent Mátyás templom 1996-ban egy földrengésben megrongálódott, azóta használaton kívül van.
- A Szent Miklós templom a 16. században épült, 1999-ben megújították.